# CenterTelecom
CenterTelecom est une entreprise russe qui fait partie de l'indice RTS.